# Xot de Java
El Xot de Java (Otus angelinae) és una espècie d'ocell de la família dels estrígids (Strigidae). Habita la selva humida de les muntanyes de Java. El seu estat de conservació es considera de vulnerable.